# Franjo Vladić
Franjo Vladić (Mostar, Yugoslavia; 19 de octubre de 1950-Mostar, Bosnia y Herzegovina; 18 de junio de 2024) fue un futbolista y entrenador de fútbol yugoslavo que jugó en la posición de centrocampista.

## Carrera
Comenzó a jugar al fútbol profesional en el club Vélez de Mostar, donde jugó por primera vez en el primer equipo en la temporada 1968/69. Con la camiseta de Vélez disputó un total de 607 partidos, de los cuales 361 fueron de campeonato y marcó 163 goles. Jugó en Grecia durante dos temporadas entre 1979 y 1981. pero pronto regresó a Velež donde se retiró en la temporada 1985.

### Club
| Periodo   | Club                     | Apariciones | Goles |
| --------- | ------------------------ | ----------- | ----- |
| 1968–1979 | FK Velež Mostar          | 280         | 70    |
| 1979–1981 | AEK Athens FC            | 21          | 2     |
| 1980      | → Panachaiki FC (cedido) | 8           | 0     |
| 1981–1985 | FK Velež Mostar          | 81          | 11    |

### Selección nacional
Vladić debutó con Yugoslavia en octubre de 1972 en un partido amistoso de visita ante Inglaterra. Tuvo un total de 26 apariciones con la selección nacional y anotó 3 goles, participó en la Copa Mundial de Fútbol de 1974 y la Eurocopa 1976. Su último partido internacional fue en febrero de 1977 en un partido amistoso ante México.

### Entrenador
En el verano de 1995 Vladić sería el nuevo entrenador del equipo rival del Velež, el Zrinjski Mostar, equipo al que dirigió hasta el verano de 1996.